# Litomyšl
Litomyšl ([ˈlɪtomɪʃl̩] (tysk: Leitomischl ) er en by i distriktet  Svitavy i regionen Pardubice i Tjekkiet, med omkring 10.000 indbyggere. Den er tidligere bispesæde. Litomyšl er kendt for slottet Litomyšl som er på UNESCOs verdensarvsliste. Den historiske bykerne med slotskomplekset er velbevaret og er beskyttet ved lov som et bymonumentreservat.
Litomyšl består af bydelene Lány, Litomyšl-město, Nedošín, Zahájí og Záhradí og landsbyerne Kornice, Nová Ves u Litomyšle, Pazucha, Pohodlí og Suchá. Nová Ves u Litomyšle og Pohodlí udgør en eksklave af kommunens område.

## Geografi
Litomyšl ligger omkring 16 km nordvest for Svitavy og 41 km  sydøst for Pardubice. Det ligger i Svitavy-højlandet. Det højeste punkt er på 558 meter  over havets overflade. Byen ligger ved Loučná-floden. Der er flere fiskedamme i  kommunens område; den største er Velký Košíř i den vestlige del.

## Historie
Den første skriftlige omtale af Litomyšl er fra 981. Det er en optegnelse i Chronica Boemorum, der nævner hertug Slavníks død. Litomyšl var oprindeligt en beskyttende befæstet bosættelse af Slavník-dynastiets fyrstedømme på en betydelig handelsrute fra Bøhmen til Mähren. I 1259 fik Litomyšl  byrettigheder af kong Ottokar 2. af Bøhmen.
Gennem de følgende århundreder var byen ejet af forskellige adelige familier: Kostka af Postupice, Pernštejn, Trauttmansdorff, Waldstein-Wartemberg og sidste Thurn und Taxis. Litomyšl-slottet blev bygget i 1568-1581 af Pernštejns.
Fra den 30. april 1344 til dens undertrykkelse i 1474 var byen sæde for det Det romersk-katolske stift Leitomischl, indtil dets territorium blev fusioneret tilbage til  bispedømmet Prag. I 1970 blev det nominelt restaureret som tituleret bispesæde.
I det 19. århundrede ophørte Litomyšl med at være regionens vigtigste økonomiske centrum, men forblev det kulturelle og uddannelsesmæssige centrum. Indtil 1918 var Leitomischl – Litomyšl en del af Østrig-Ungarn, leder af distriktet med samme navn, en af de 94 Bezirkshauptmannschaften i Bøhmen. 
Eksistensen af det jødiske samfund er dokumenteret i det mindste fra slutningen af det 16. århundrede. Under Holocaust, i 1942, blev de sidste familier deporteret. Litomyšl havde et tysktalende samfund, indtil det blev fordrevet i 1945 som følge af Beneš-dekreterne.